# أوتو كايزر
أوتو كايزر (بالألمانية: Otto Kaiser)‏ هو عالم عقيدة ألماني، ولد في 30 نوفمبر 1924 في برنتسلاو في ألمانيا، وتوفي في 14 ديسمبر 2017 في ماربورغ في ألمانيا.